# Castello di Breivelde
Il castello di Breivelde (lingua olandese: Kasteel (van) Breivelde) è un castello a Grotenberge, Zottegem, in Belgio.
Il castello di Breivelde fu costruito in architettura neorinascimentale nel 1904 dal proprietario Philippe Plancqaert van Exen van Beauvechain, in sostituzione di un palazzo eretto nel 1871 dall'ex proprietario August De Rouck. È circondato da un giardino paesaggistico pubblico all'inglese contenente laghetti, cascate e alberi esotici (chiamato Domein Breivelde). La finta ansa del fiume (creata intorno al 1852) rispecchia il castello nelle sue acque. Dal 1971 il dominio è aperto al pubblico. Il castello subì diversi restauri; una nuova fase di restauro è iniziata dopo il 2021. È patrimonio monumento paesaggistico dal 1982.